# Établissements Amos
Les Établissements Amos et Compagnie sont une entreprise familiale de pantouflerie et de bonneterie basée à Wasselonne dans le Bas-Rhin et fondée en 1795, ce qui fait d'elle le fabricant le plus ancien de France dans son domaine. 
Avec près de 2 000 salariés à son apogée, cette entreprise fut la plus grosse entreprise de pantoufle de France. Cependant, la concurrence asiatique eut raison d'elle, et en 1987, l'entreprise dépose le bilan.

## Historique

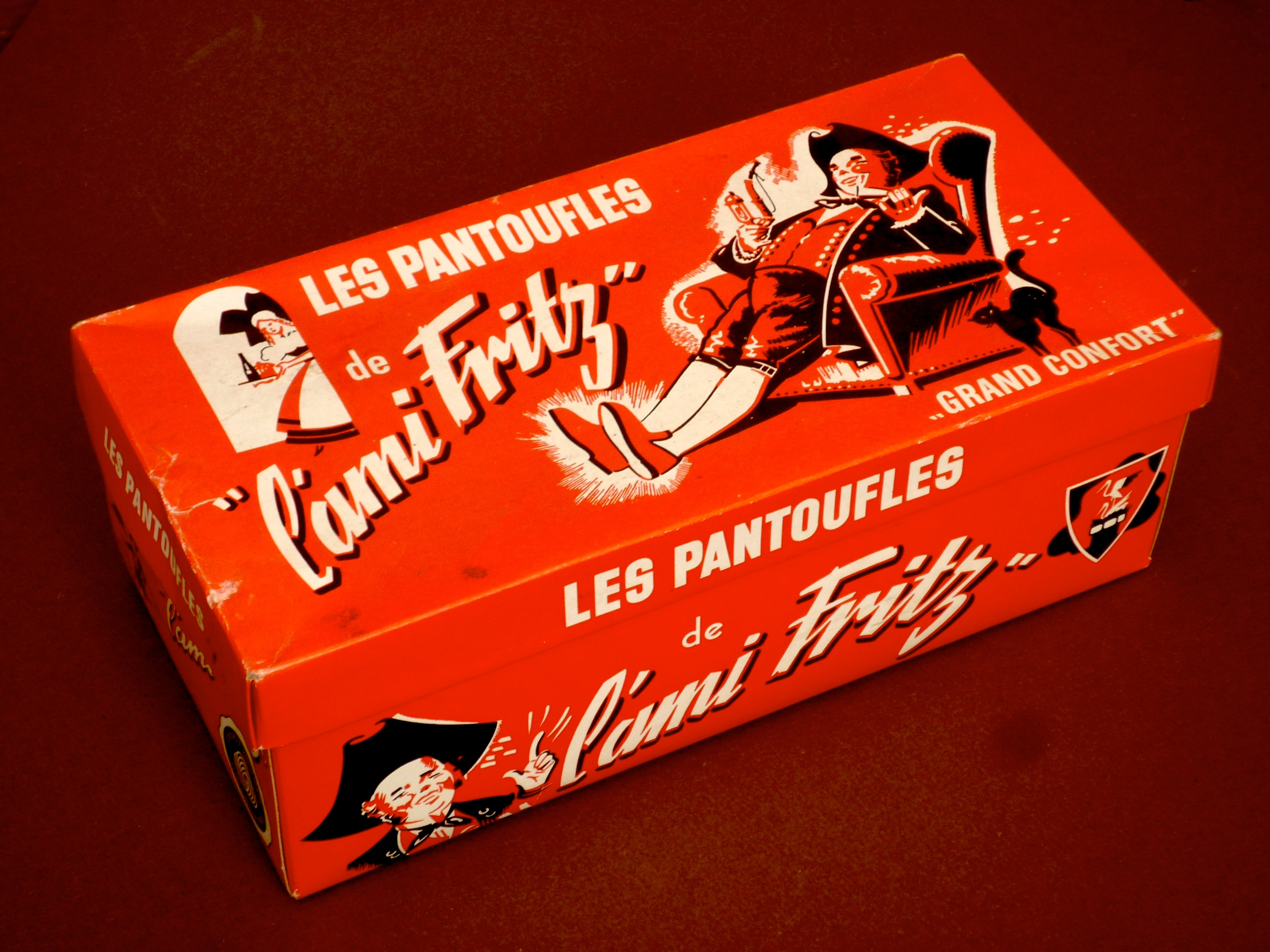
Les Pantoufles de l’Ami Fritz, produit emblématique de la maison Amos.

L’entreprise est fondée en 1795 à Wasselonne. L'usine et les bureaux sont créés en 1830 à Brechlingen. Les premiers locaux sont exploités jusqu'en 1906. En 1899, Charles Heber introduit la fabrication de pantoufles de marque Étoile. En 1920, Amos prend le contrôle de l’usine de chaussons Kieffer à Wasselonne. Après le dépôt de bilan en 1987, les bâtiments principaux sont détruits en 1996 et 1997.

## Développement
L'entreprise, en plus de l'unité wasselonnaise, avait une succursale à Raon-l'Étape qui déposa le bilan en 1978. En plus, la famille était propriétaire des Brasseries Amos.